# Linstead Magna
Linstead Magna est une paroisse civile du Suffolk, en Angleterre.